# شعبه غليس (عبس)

تعديل مصدري - تعديل

شعبه غليس هي إحدى قرى عزلة بني حسن بمديرية عبس التابعة لمحافظة حجة، بلغ تعداد سكانها 19 نسمة حسب تعداد اليمن لعام 2004.